# Bagnolo San Vito
Bagnolo San Vito är en ort och kommun i provinsen Mantua i regionen Lombardiet i Italien. Kommunen hade 5 919 invånare (2018).